# Leviapseudes demerarae
Leviapseudes demerarae är en kräftdjursart som beskrevs av Mihai Bacescu 1984. Leviapseudes demerarae ingår i släktet Leviapseudes och familjen Apseudidae. Inga underarter finns listade i Catalogue of Life.